# 長鰜鮃
長鰜鮃（学名：Psettina gigantea），又名大鰜鮃;扁魚、皇帝魚、半邊魚、比目魚，为輻鰭魚綱鰈形目鰈亞目鮃科鰜鮃屬下的一个种，為熱帶海水魚，分布於西太平洋區，從日本南部至南中國海海域，棲息深度79-100公尺，體長可達13公分，棲息在沙泥底質底層水域，生活習性不明。